# دنيس وايت
دنيس وايت (بالإنجليزية: Dennis White)‏ هو لاعب كرة قدم بريطاني، ولد في 10 نوفمبر 1948 في هارتلبول في المملكة المتحدة، وتوفي في 19 يونيو 2019. لعب مع نادي هارتلبول يونايتد.